# Karabin przeciwpancerny wz. 35
Die Panzerbüchse Modell 1935, polnisch Karabin przeciwpancerny „UR“ wzór 35, war eine Panzerbüchse im Kaliber 7,92 × 107 mm aus polnischer Produktion.

## Entwicklung
Die Waffe wurde ab Beginn der 1930er-Jahre von einem Konstrukteursteam aufbauend auf den Erfahrungen mit dem Tankgewehr 18 und der nach dem Ersten Weltkrieg in Polen etablierten Produktion der Mauserwaffen im Kaliber 7,92 × 57 mm (Karabiner 98a, Gewehr 98 und Karabiner M1929) sowie der entsprechenden Munitionsfabriken unter der Leitung von Oberstleutnant Dr. Tadeusz Felsztyn und Ingenieur Jósef Maroszek entwickelt. Als der offizielle Entwicklungsauftrag 1935 erteilt wurde, war die Waffe bereits in einem fortgeschrittenen Stadium der Entwicklung und so konnten im Herbst 1935 bereits erste Versuche gemacht werden.
Die ersten Prototypen litten unter enormem Laufverschleiß, bedingt durch die hohe Mündungsgeschwindigkeit von etwa 1250 m/s betrug die Lebensdauer maximal 20 Schuss. In den Tests experimentierten die Konstrukteure mit verschiedenen Materialien für Lauf und Geschoss, um die optimale Paarung herauszufinden und konnten so die Lebensdauer der Läufe auf rund 300 Schuss steigern, was als ausreichend betrachtet wurde. Die Mündungsgeschwindigkeit der Serienwaffen betrug 1275 m/s.
Am 25. November 1935 wurde die Panzerbüchse zur Übernahme in die Bewaffnung der polnischen Armee empfohlen und ging in Produktion. Es wurden im Dezember zunächst 5 Büchsen mit je drei Reserveläufen und zusammen 5000 Schuss Munition für Feldtests bestellt.
Die Truppenversuche wurden im Infanterieausbildungszentrum Rembertów durchgeführt und erbrachten positive Resultate.

## Serienproduktion
Nach Abschluss der Truppenversuche erhielt die staatliche Warschauer Gewehrfabrik den Auftrag zur Serienproduktion. Bis Mai 1937 wurden 1000 Stück gefordert, dies konnte aber nicht gewährleistet werden. Dennoch lief die Serienproduktion im Laufe des Jahres voll an und so konnte die Armee im Oktober 1938 über 2000 Stück verfügen. Im August 1939 hatte die Truppe etwa 3500 Stück erhalten, weitere lagerten in den Arsenalen als strategische Reserve.
Insgesamt wurden 7610 Einheiten hergestellt, jede Einheit bestand aus einer Panzerbüchse, drei Reserveläufen und drei geladenen Magazinen mit neun Schuss Munition, die in versiegelten Kisten gelagert wurden. Das Siegel durfte nur auf Befehl des polnischen Kriegsministers erbrochen werden.

## Technik
Die Waffe entspricht dem Gewehr 98, das Patronenlager und der Kammerverschluss wurden der größeren und stärkeren Patrone angepasst. Gesichert wird die Büchse mit einem Ring am Ende des Kammerbolzens, mit dem auch der Schlagbolzen erneut gespannt werden kann. Das auswechselbare Magazin fasst drei Patronen. Der sehr lange Lauf hat sechs Züge mit Rechtsdrall. Die Mündungsbremse absorbiert bis zu 65 % des Rückstoßes, der gefühlte Rückstoß ist nur wenig stärker als der eines 7,92-mm-Karabiners. Weiterhin besitzt die Waffe ein abnehm- und beiklappbares Zweibein sowie – aufgrund der sehr flachen Flugbahn des rasanten Geschosses – eine feststehende Zielvorrichtung.
Der Lauf kann unter Gefechtsbedingungen gewechselt werden.
Durchschlagsleistung

Das Geschoss der Waffe durchschlug 22 mm Panzerstahl auf 50 m Entfernung und aus 300 m bei 30° Auftreffwinkel immer noch 15 mm. Ab 1940 genügte dies nicht mehr, um Panzer mit inzwischen dickerer Panzerung erfolgreich zu bekämpfen.

## Einsatz
Polen

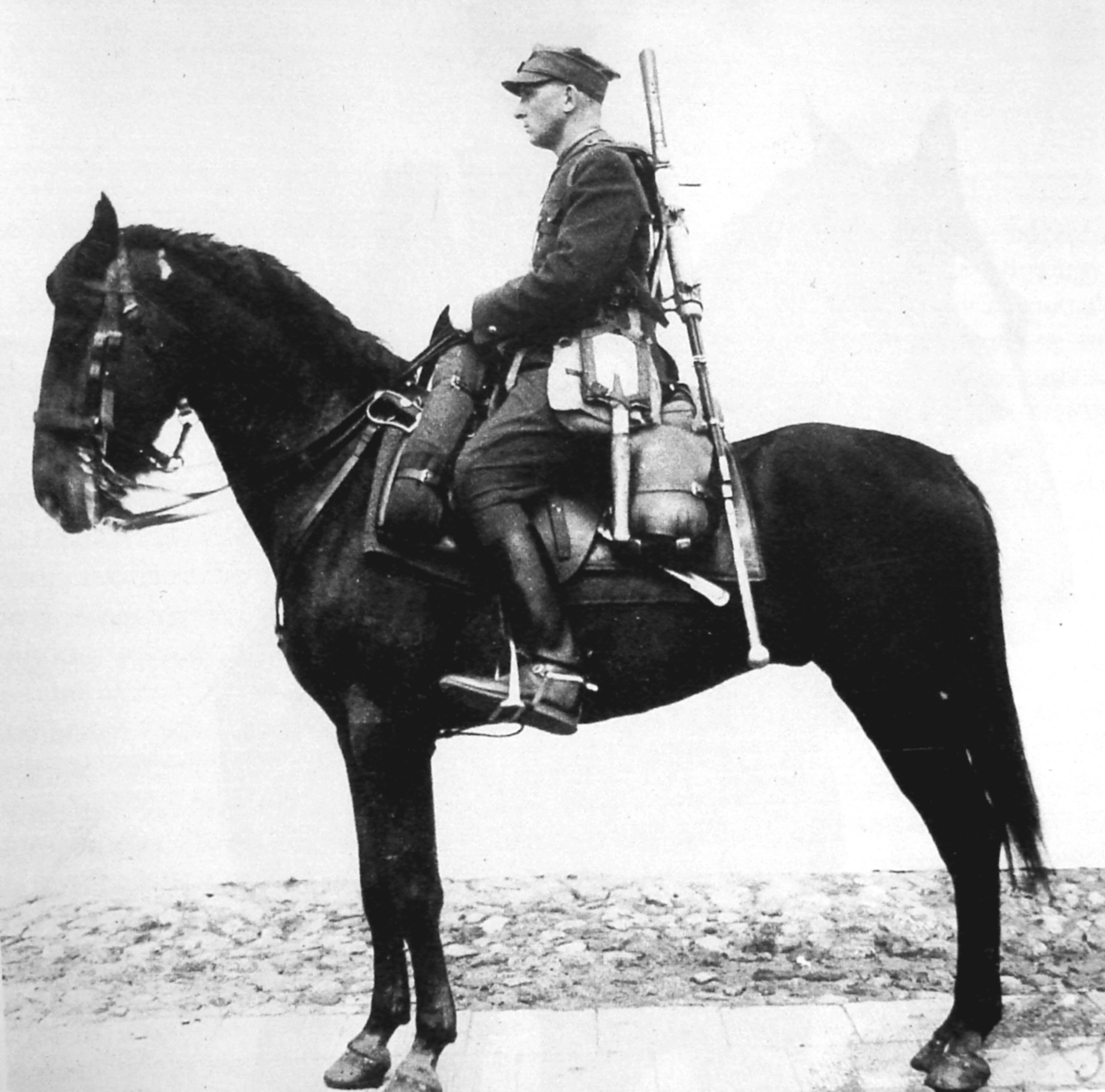
Ulan mit Panzerbüchse M1935

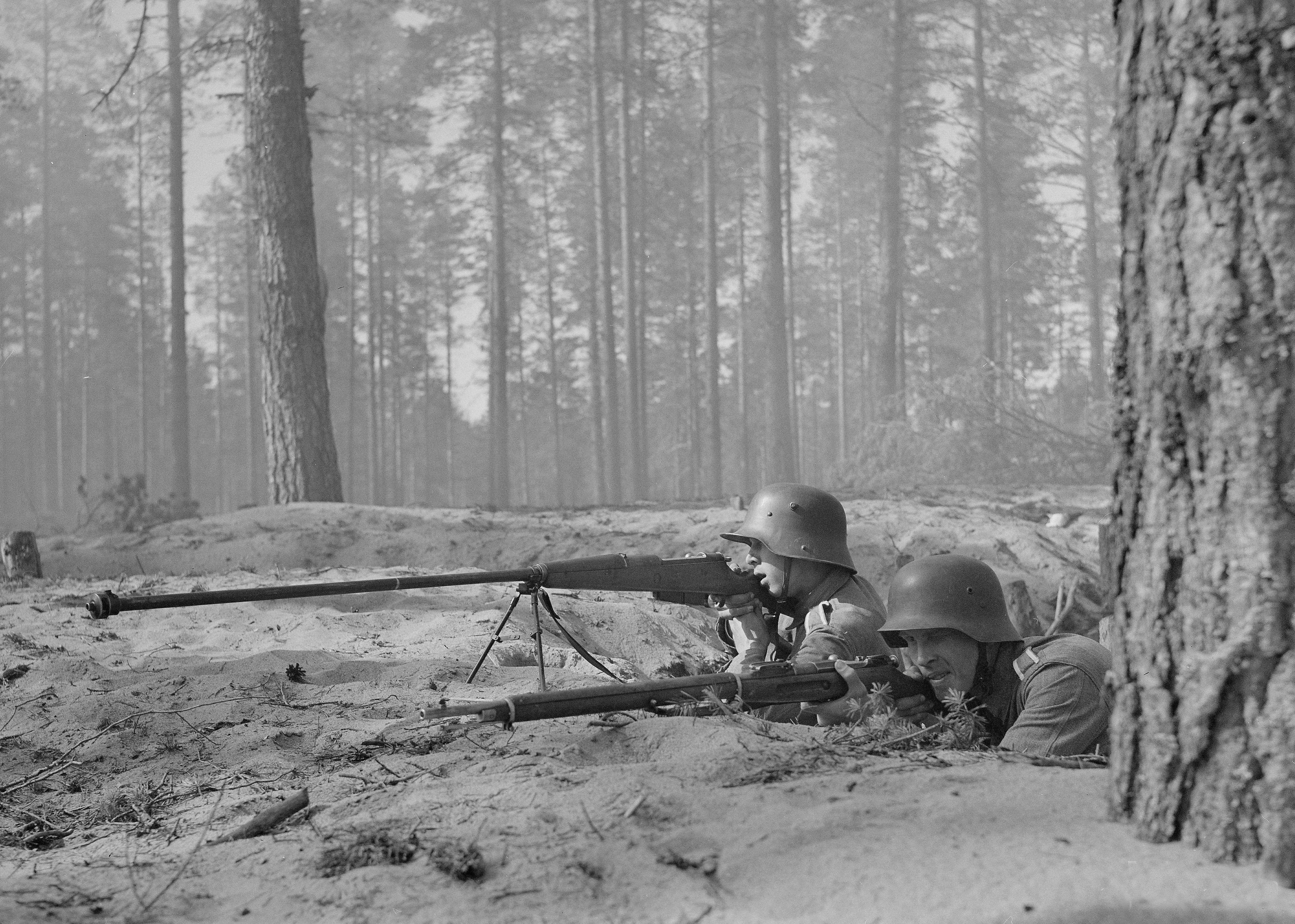
Finnische Soldaten mit Panzerbüchse M1935, 1942

Bis zum Beginn des Zweiten Weltkriegs wurde die Existenz der Waffe weitgehend geheim gehalten und die Schützen wurden ab Juli 1938 auf geheimen Lehrgängen ausgebildet. Strukturmäßig sollte jede Infanteriedivision 92 Stück im Bestand führen, um den Infanteristen ein Nahkampf-Panzerabwehrmittel zur Verfügung zu stellen. Ausgebildet werden sollten je Kompanie bzw. Schwadron drei Scharfschützen, dazu kamen die Waffenmeister, sowie die Vorgesetzten vom Kompaniechef bis zum Divisionskommandeur. Der gesamte Personenkreis wurde zu strengster Geheimhaltung verpflichtet. Aufgrund dessen war die Existenz der Waffe in der polnischen Armee bei Kriegsausbruch weitestgehend unbekannt, selbst die vorgesehenen Schützen hatten nur in Ausnahmefällen Kenntnisse und Erfahrungen mit der Waffe.
Daher kam die Panzerbüchse bei den Abwehrkämpfen gegen die deutsche Wehrmacht kaum zum Einsatz. Von Abschüssen ist nichts bekannt.
Deutschland

Die meisten Panzerbüchsen M1935 wurden von der Wehrmacht in unbenutztem Zustand in den Arsenalen lagernd erbeutet. Aufgrund des Mangels an Panzerbüchsen wurden die Waffen als Panzerbüchse 35 (p) übernommen und umgehend an die eigene Truppe ausgegeben. Die offizielle Bezeichnung des Heereswaffenamtes lautete PzB 770 (i) und PzB 770 (p). Die Leistung und Einsatzmöglichkeiten entsprachen denen der Panzerbüchsen 38 und 39.
Italien

Im Jahr 1940 verkaufte das Deutsche Reich 800 Einheiten des Gewehrs an Italien, welche dort bis zum Kriegsende benutzt wurden.